# 降誕教会
降誕教会（こうたんきょうかい、ヘブライ語: כנסיית המולד, アラビア語: كنيسة المهد, 英語: Church of the Nativity）は、パレスチナベツレヘム県ベツレヘムに位置するキリスト教の教会である。聖誕教会ともいう。2012年に国際連合教育科学文化機関により世界文化遺産に登録された。

## 概要
イエス・キリストが降誕と伝承される洞穴を中心として、その上に立てられている聖堂を、ローマ・カトリック（フランシスコ会）、東方正教会、アルメニア使徒教会が区分所有する。クリスマスになると、大勢の観光客が訪れる場所でもある。

## 歴史
コンスタンティヌス1世の時代に、イエス・キリストが生まれたとされていた洞穴の上に聖堂の建設が始められ、339年に完成した。この聖堂は6世紀の火災で失われ、モザイクの床がわずかに現存するのみである。再建はユスティニアヌス1世の時代に行われ、この6世紀の聖堂が基本的に現存する聖堂に受け継がれている。
生誕教会に隣接してローマカトリック教会（フランシスコ会）により聖カテリナ教会（St. Catherine's Church, Bethlehem）が1882年に建てられ、その後モダンな教会堂に改築され、毎年12月25日のクリスマスに、世界へ向けてテレビにて生放送される主日のミサは、そこで行われる。
2002年、パレスチナの第2次インティファーダ（民衆蜂起）の際、教会内に避難した市民や武装勢力をイスラエル軍が包囲。包囲は38日間続き、その間教会に人々を匿った聖職者たちにも、水や食糧などの必要物資の供給が十分でなく、国際的な問題となった。

## 世界遺産
降誕教会と関連する資産群は、2011年にユネスコに加盟したパレスチナにより、通常の世界遺産の登録のプロセスではなく、「緊急の保護を要する物件」として世界文化遺産（危機にさらされている世界遺産）に申請されていた。しかしながら、そもそもパレスチナがユネスコに加盟すること自体に、アメリカ合衆国やイスラエルからの強い反発があったため、当初は登録を困難とする見方もあった。実際にユネスコの諮問機関であるICOMOSは、パレスチナによる申請は緊急の保護を要する類のものではないとして、登録の見送りを事前に勧告していた。
しかし、ロシアのサンクトペテルブルクで開催された第36回世界遺産委員会において、本物件の登録審議を行うことが認められ、秘密投票によって委員会を構成する21カ国のうち、3分の2以上の賛成投票を得ることとなり、世界遺産への登録が認められた。またそれと同時にイスラエルによる反対動議も却下された。これはパレスチナ初の世界遺産登録であり、教会の主権、およびベツレヘムの地が、パレスチナのものであることをユネスコが認めた意味合いもあるため、イスラエルと緊密な関係を持つアメリカ合衆国のユネスコ離れが加速するとの見方がある。なお、アメリカ合衆国連邦政府は国内法に基づき、パレスチナが加盟したユネスコへの分担金拠出を停止しているため、委員会では世界遺産基金の深刻な財源不足についても審議された。
なお、危機遺産リストからは2019年に取り除かれた。

### 構成資産
推薦されたのは以下の構成要素である。
- 降誕教会
- アレクサンドリアの聖カタリナ教会
- フランシスコ会・アルメニア使徒教会・ギリシア正教会の各修道院
- 聖カタリナ教会・フランシスコ会修道院・ギリシア正教会修道院の各鐘楼
- 降誕教会に隣接する階段状の庭園の遺構
- エルサレムからベツレヘムに至る巡礼路の一部

緩衝地帯はベツレヘムの旧市街である。

### 登録基準
この世界遺産は世界遺産登録基準のうち、以下の条件を満たし、登録された（以下の基準は世界遺産センター公表の登録基準からの翻訳、引用である）。
- (4) 人類の歴史上重要な時代を例証する建築様式、建築物群、技術の集積または景観の優れた例。
- (6) 顕著で普遍的な意義を有する出来事、現存する伝統、思想、信仰または芸術的、文学的作品と直接にまたは明白に関連するもの（この基準は他の基準と組み合わせて用いるのが望ましいと世界遺産委員会は考えている）。

### 登録名
世界遺産としての公式な登録名は 英語: Birthplace of Jesus: Church of the Nativity and the Pilgrimage Route, Bethlehem、フランス語: Lieu de naissance de Jésus : l’église de la Nativité et la route de pèlerinage, Bethléem である。そのため日本語での翻訳は、資料によって若干の表記揺れがある。
- イエス生誕の地 : ベツレヘムの聖誕教会と巡礼路（日本ユネスコ協会連盟、世界遺産アカデミー）[13]
- イエス生誕の地 : ベツレヘムの聖誕教会と巡礼の道（西和彦）[14]
- イエス生誕の地 : ベツレヘムのキリスト聖誕教会と巡礼路（なるほど知図帳）[15]
- イエスの生誕地 : ベツレヘムの聖誕教会と巡礼の道（古田陽久）[16]
- キリスト生誕地 : ベツレヘムの聖誕教会と巡礼路（今がわかる時代がわかる世界地図）[17]